# Narduroides salzmannii
Narduroides es un género monotípico de planta herbácea, perteneciente a la familia de las poáceas. Su única especie: Narduroides salzmannii (Boiss.) Rouy, es originaria de la región del Mediterráneo.

## Descripción
Son plantas anuales. Hojas con vaina de márgenes libres; lígula membranosa, entera, a veces lacerada; limbo al principio plano, después convoluto y filiforme. Inflorescencia en racimo espiciforme, rara vez ramificado en su base. Espiguillas comprimidas lateralmente, cortamente pedunculadas, con 4-6 flores hermafroditas; raquilla ciliada, desarticulándose en la madurez. Glumas 2; subiguales, más cortas que las flores, oblongas u oblongo-lanceoladas, agudas, coriáceas, con margen escarioso estrecho, glabras; la inferior con 1-3 nervios; la superior con 3-5 nervios. Lema oblonga u oblongo-lanceolada, papirácea, con dorso redondeado, 5 nervios poco marcados y margen escarioso estrecho. Pálea membranosa con 2 quillas. Lodícula lanceoladas, bilobadas. Androceo con 3 estambres. Ovario glabro. Cariopsis linear o fusiforme, trígona, glabra.

## Taxonomía
Narduroides salzmannii fue descrito por (Boiss.) Rouy y publicado en Fl. France (Rouy & Foucaud) 14: 301. 1913
Etimología
El nombre del género deriva de Nardus, otro género de la misma familia.
Citología
El número de cromosomas es de: x = 7. 2n = 14. 2 ploidias.
Sinonimnia
- Brachypodium salzmannii (Boiss.) Nyman
- Catapodium salzmannii (Boiss.) Boiss.
- Festuca salzmannii (Boiss.) Boiss. ex Coss.
- Nardurus filiformis (Salzm. ex Willk. & Lange) C.Vicioso
- Nardurus salzmannii Boiss.
- Triticum filiforme Willk. & Lange[4][5]